# Familien Gnuff
Familien Gnuff er en tegneserie om en dragefamilie. Tegneserien er skrevet og tegnet af Freddy Milton. 
I tegneserien indgår bl.a. Örva, der er en graffiti-tegning, der indgår som et centralt element i 3 bind af tegneserien. I dette bind starter faderen i familien en epidemi af graffiti, hvor en meget simpel tegning af et ansigt pludselig optræder alle steder. 

## Album i serien
1. Ballade i Nørregade
2. Den store teknokrak
3. Graffiti-mesteren
4. Gribedyrets hemmelighed
5. Truslen fra kæmpetræerne
6. Superstjernen
7. Med ballon til Nordpolen
8. Gammel kærlighed...
9. Poltergeisterne
10. Storeglams kur
11. Gnips 100 års fødselsdag
12. Genfærdet fra Roxy
13. Det sidste eventyr
14. Kampen om Hakketårn
15. Den ulyksalige Dimitrius
16. Jul i juli
17. Ultramax
18. Dæmonen fra Dysterdyb